# 야마하 YZF-R15
야마하 YZF-R15(영어: Yamaha YZF-R15)는 야마하 발동기에서 2008년부터 생산 중인 단일 실린더 스포츠 모터사이클이다.
2011년 9월에 v2.0이 인도에서 출시되었으며 2014년 4월에는 인도네시아에서 출시되었다.2017년 1월, v3.0이 인도네시아에서 출시되었다.

## 사양
1세대 및 2세대 모델의 엔진은 4개의 밸브와 단일 오버헤드 캠샤프트가 있는 149.8cc 단일 실린더 4행정 기관이었다. 보어 스트로크는 57.0 mm × 58.7 mm (2.24 in × 2.31 in)이다. 이 엔진은 8,500rpm에서 12.2 kW (16.4 hp)의 출력과 7,500rpm에서 14.5 N·m (10.7 lbf·ft)의 토크를 가졌다. 라디에이터는 뒤에 팬이 있는 엔진 전면에 배치되어 있다. 냉각수 리저브는 왼쪽 위쪽과 라디에이터 뒤에 있다. 변속기는 일정한 메시 습식 다판 클러치가 있는 리턴형 6단이다.
1세대 및 2세대 모델을 위해 자전거는 전면에 이중 피스톤 캘리퍼가 있는 270 mm (11 in) 단일 디스크와 후면에 220mm 단일 디스크 단일 피스톤 캘리퍼가 있으며 두 브레이크 시스템 모두 일본 닛신에서 제작했다. 프론트 서스펜션은 트윈 텔레스코픽 포크, 리어 서스펜션은 링크식 싱글 쇼크 서스펜션이다. 바이크에는 YZF-R 시리즈의 다른 자전거와 마찬가지로 이중 헤드라이트가 있다.
3세대의 경우 바이크에 최신 155.1cc 엔진이 장착되어 있다. 보어 스트로크는 58.0 mm × 58.7 mm (2.28 in × 2.31 in)이다. 이 엔진은 또한 가변 밸브 작동(VVA) 기술을 사용하며 10,000rpm에서 14.2 kW (19.0 hp)의 출력과 8,500rpm에서 14.2 kW (19.0 hp)의 토크를 제공한다. 전면 디스크는 측정된 282 mm (11.1 in)로 이전 모델보다 크다. 프론트 서스펜션은 이제 거꾸로 된 트윈 텔레스코픽 포크이며 어시스트 및 슬리퍼 클러치도 있다.

## v2.0

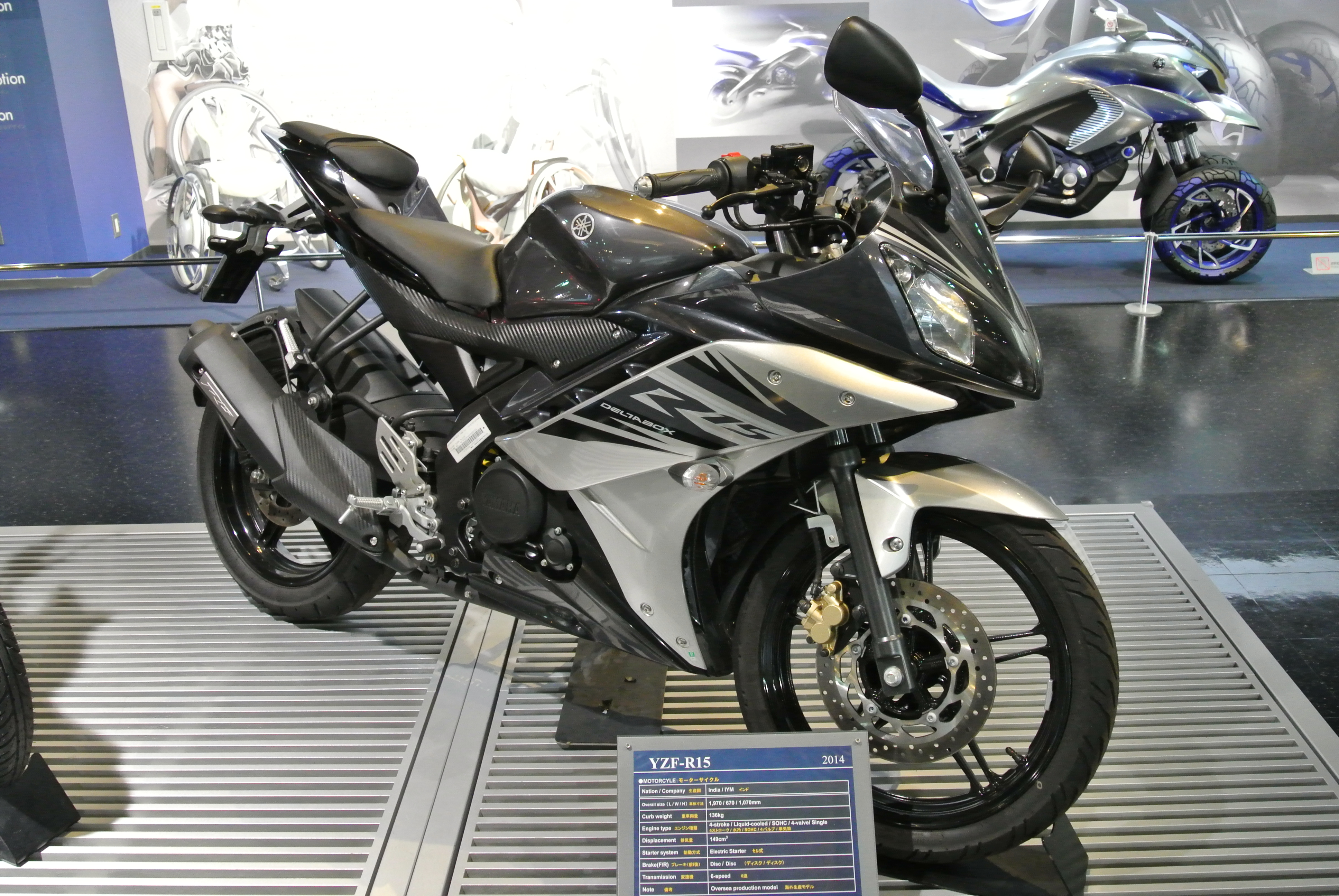
YZF-R15 v2.0

YZF-R15 v2.0은 엔진 컨트롤 유닛(ECU), 스윙암, 드라이브 트레인 유닛, 스플릿 시트 디자인, 높아진 시트고, LED 후미등, 넓어진 타이어, 기어비(15/47), 길어진 축간거리, 리어 머드가드, 재설계된 중간 및 꼬리 부분. 엔진 성능은 대체로 비슷했지만 여전히 6단 변속기와 뒤쪽에 링크식 단일 충격 서스펜션이 추가되었다.
인도에서는 YZF-R15 v2.0의 또 다른 변형인 YZF-R15S도 소개되었다. 이 모델은 더 평평한 싱글 시트, 다른 테일 램프 및 리어 머드가드를 제외하고는 표준 YZF-R15 v2.0과 대체로 유사하다.
M-Slaz(인도네시아에서는 Xabre, 필리핀과 베트남에서는 TFX150이라고도 함)라고 하는 YZF-R15 v2.0의 공정하지 않은 또는 스트리트 파이터/네이키드 바이크는 태국, 인도네시아, 베트남에서만 생산하고 있다.

## v3.0

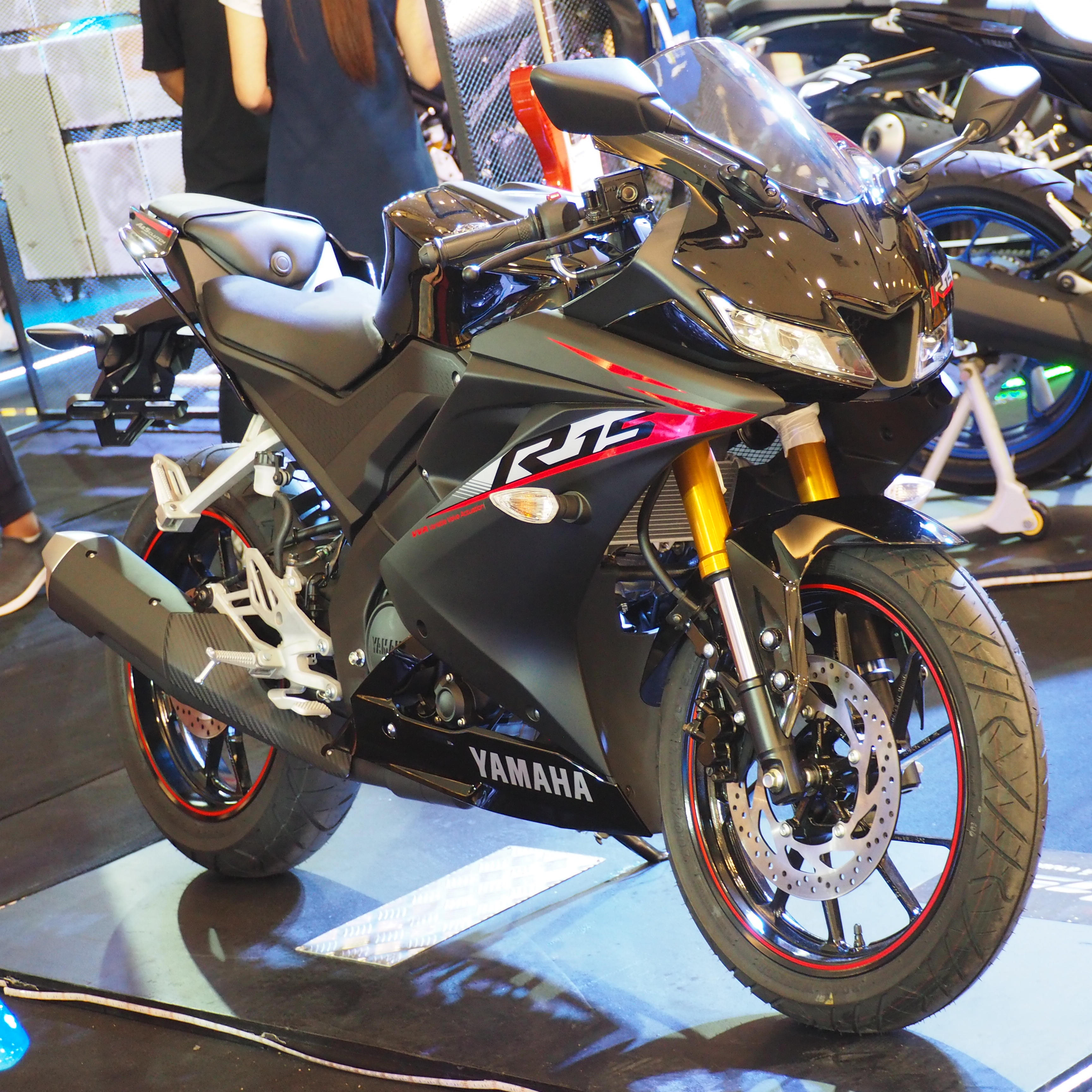
YZF-R15 v3.0

v3.0은 업데이트 된 차체 및 엔진의 경우 이전 버전과 비교하여 변경되었으며 이제 VVA 기술, 어시스트 및 슬리퍼 클러치, 위험 램프, 도립형 프론트 서스펜션 포크, 전체 LED 조명 시스템, 전체 LCD 패널 미터가 특징이다. 변속 표시기와 더 넓은 타이어가 있다.
MT-15라고 불리는 YZF-R15 v3.0의 스트리트파이터 버전이 2018년 10월 6일 태국,인도네시아에서 2019년 1월 18일,베트남에서 2019년 3월 7일, 인도에서는 2019년 3월 15일에 출시되었다.MT-15의 인도 모델은 오토바이의 나머지 부분이 변경되지 않은 거꾸로 된 유형 대신 기존의 텔레스코픽 포크를 사용한다.
XSR155라고 불리는 YZF-R15 v3.0의 레트로 스타일 네이키드 버전이 2019년 8월 16일 태국에서 출시되었다.
v3.0 모델을 기반으로 하는 YZF-R15S가 2021년 11월 17일에 출시되었다.

## v4.0
YZF-R15 v4.0은 2021년 9월 21일 인도에서 공개되었으며 YZF-R15M이라는 플래그십 변형도 존재하다.
야마하 R15 V4는 YZR500 GP 경쟁 기계에서 얻은 기술을 기반으로 한 디자인인 델타박스 프레임에 장착되어 있다. 프레임은 더 큰 단면적, 더 가벼운 무게 및 높은 강성을 가능하게 하는 상자 모양의 단면을 채택하였다.